# フランソワ＝アンドレ・ダニカン・フィリドール
フランソワ＝アンドレ・ダニカン・フィリドール（François-André Danican Philidor, 1726年9月7日 - 1795年8月31日）は、18世紀のフランスの作曲家。有名な音楽家一族の出身。当時は世界屈指のチェス・プレイヤーと見做されており、フィリドールの残したチェスに関する著作は、少なくともそれから1世紀にわたって標準的な指南書として通用した。
当時は、単にアンドレ・ダニカン・フィリドールとして著名であったが、現在では、同名の父親のフランス音楽史上における役割が見直されるようになったため、父親と峻別する必要から、「フランソワ＝アンドレ」と呼ばれるようになった。本稿では、単にフィリドールと呼ぶことにする。
フィリドールは、父親が72歳の時に19歳の女性と再婚し、それから産ませた子供である。フィリドールが生まれたとき、父親はすでに79歳と高齢であり、まだ幼いうちに老齢の父親と死別している。このため当時は、同名の父親と峻別する必要がなかったものと思われる。

## 音楽歴
1732年に6歳でルイ15世の宮廷に伺候し、宮廷礼拝堂の聖歌隊員となる。11歳で最初の作曲を試みる。ある逸話によると、ルイ15世は聖歌隊の演奏を連日のように耳にするのが好きだったため、聖歌隊員はルイ15世が訪れるまでの間、退屈しのぎにチェスをしていたのだという。1750年から1770年までフィリドールは、フランスにおける指導的なオペラ作曲家となり、その間にヴォードヴィルやオペラをしめて24曲作曲した。しかしながらフィリドール自身は、他の作曲家、たとえばグレトリなどに比べて、能力的に劣っていると悩んでおり、その後はチェス競技に専念することに決心した。

## チェス歴
フィリドールがフランスにおけるチェスの中心地「カフェ・ド・レジャンス」でしばしばプレイするようになったのは1740年ごろのことであるが、それ以後1740年代を通して、偉大なイタリアの選手ジョアッキーノ・グレコ亡きあと最強のチェス・プレイヤーとみなされた。フィリドールはフランスで当時最高の選手であったレガル（Legall de Kermeur）に師事した。はじめのうち、レガルはフィリドールに対してルーク落ちのハンデを与えていたが、わずか3年でフィリドールはレガルに匹敵する実力の持ち主となり、やがては師を凌いでいった。
フィリドールは1745年にイギリスを訪問してシリア出身の名手フィリップ・スタンマ（Phillip Stamma）と対戦し、スタンマに毎回白（先手）を持たせながら8勝1敗1分という大勝利を収めた。1747年には非公式の世界チャンピオンとなっている。
フィリドールは1783年5月9日にロンドンのセント・ジェームズ通りにあるチェスクラブで、目隠しチェス（blindfold chess、盤面を見ずに相手が口で読み上げる駒の動きを記憶しながら行うもの）を同時に3人の対戦相手とやってのけ、友人たちの度肝を抜いた。しかもフィリドールは3人の対戦相手全員に白を持たせ、しかも3人目の相手にはポーン1個落ちで臨んだのである。観戦者たちは、このような離れ技が可能であることを後世の人々は信じてくれないのではないかと考えて宣誓供述書まで作成した。ただし今日のチェスの達人にとってこうした3面指しは珍しいものではなくなっている。晩年（1793年）に至っても、フィリドールはロンドンで67歳にして目隠しチェスの2面指しをして勝利を収めている。
1749年、フィリドールは名著『フィリドールの解析』を出版。これは1871年までに70版を重ね、英語、ドイツ語、イタリア語に翻訳されるほどの画期的なチェスの解説書であった。この本において彼は9通りのオープニング（序盤の定跡）を分析した。フィリドールのオープニングのほとんどはポーンを用いてセンター（盤面中央の4マス）の防御を強化するように工夫されている。彼はチェスにおけるポーンの新しい役割を最も早く認識した人物であり、「ポーンこそがチェスの魂である」との格言を残した。フィリドールがポーンを重視した理由には18世紀フランスの政治的背景が関係しているといわれている。つまり、彼はポーンがチェスにおける「第三身分」であると考えていたというのである（1789年にフランス革命が始まるまで、市民階級は社会において聖職者や貴族より下の第三の身分だとみなされていたフランス革命#フランス革命前夜参照）。
彼はまた、キング以外の駒が白（先手）はルークとビショップ、黒（後手）はルークのみであるような場合にチェックメイトにする定跡（エンドゲーム）についても分析し、今日でも通用する理論を構築した（将棋と違ってチェスの終盤は両者とも駒数が極端に少なくなるので、実力の伯仲する相手のキングを追い詰めることは難しくなる。そのためこうした特殊な場合についての研究は詰め将棋のように芸術性があるばかりでなく、実戦的にも有用なのである。Endgame参照）。こうしたエンドゲームに関する研究の中でも、《ルーク vs. ルーク + ポーン》の不利な状況から引き分けに持ち込む重要なテクニック「フィリドール・ポジション」によってその名は不朽のものとなっている。オープニングの定番「フィリドール・ディフェンス」（1. e4 e5 2. Nf3 d6）もまた彼の名にちなんだものである。

## 最晩年
フランス革命が勃発したとき、フィリドールはイングランドで打ちのめされていた。多くの人脈が王権派だったため、革命政府から追放者リストに載せられていたのである。フィリドールは1795年にロンドンに客死し、ピカディリーの聖ジェームズ教会に葬られた。親族がフィリドールの名をリストから外させることに成功した矢先の出来事であり、ほんの数日違いのこととはいえ、時すでに遅かった。